# Moratilla de los Meleros (kommunhuvudort)
Moratilla de los Meleros är en kommunhuvudort i Spanien.   Den ligger i provinsen Provincia de Guadalajara och regionen Kastilien-La Mancha, i den centrala delen av landet, 60 km öster om huvudstaden Madrid. Moratilla de los Meleros ligger 839 meter över havet och antalet invånare är 101.
Terrängen runt Moratilla de los Meleros är varierad. Runt Moratilla de los Meleros är det mycket glesbefolkat, med 4 invånare per kvadratkilometer. Närmaste större samhälle är Horche, 12,1 km nordväst om Moratilla de los Meleros. Omgivningarna runt Moratilla de los Meleros är i huvudsak ett öppet busklandskap.